# Turbina de vapor

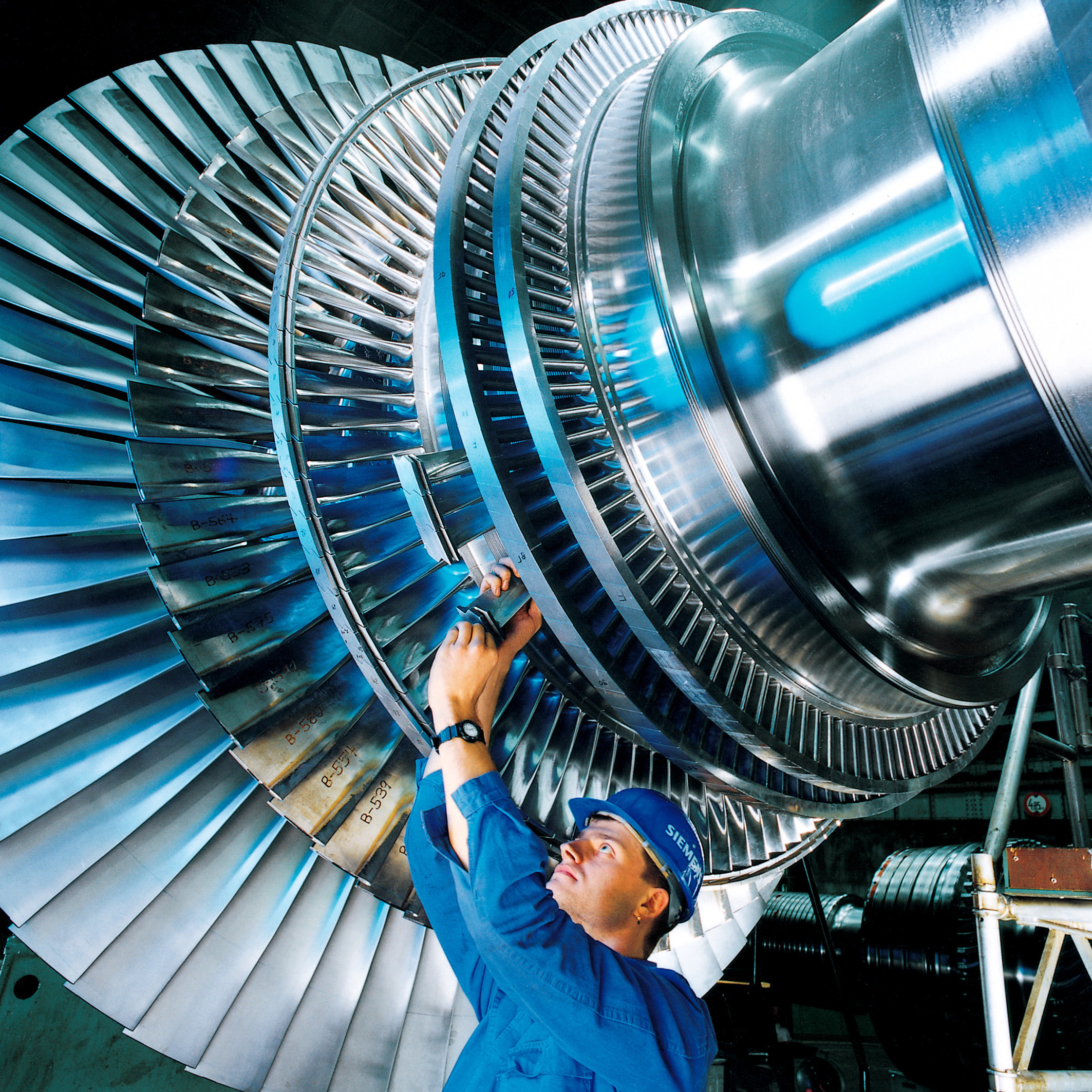
El rotor d'una turbina de vapor moderna fabricada per Siemens.

Una turbina de vapor és un aparell mecànic que transforma l'energia tèrmica continguda en el vapor a pressió en energia mecànica rotatòria. Els dissenys contemporanis estan inspirats en la turbina inventada per l'enginyer anglès Charles Parsons l'any 1884.
Aquest vapor es genera en una caldera, on es genera vapor a temperatura i pressió molt elevades. En la turbina es transforma l'energia interna del vapor en energia mecànica que, típicament, és aprofitada per un generador per produir electricitat.

## Usos

### Generació d'electricitat

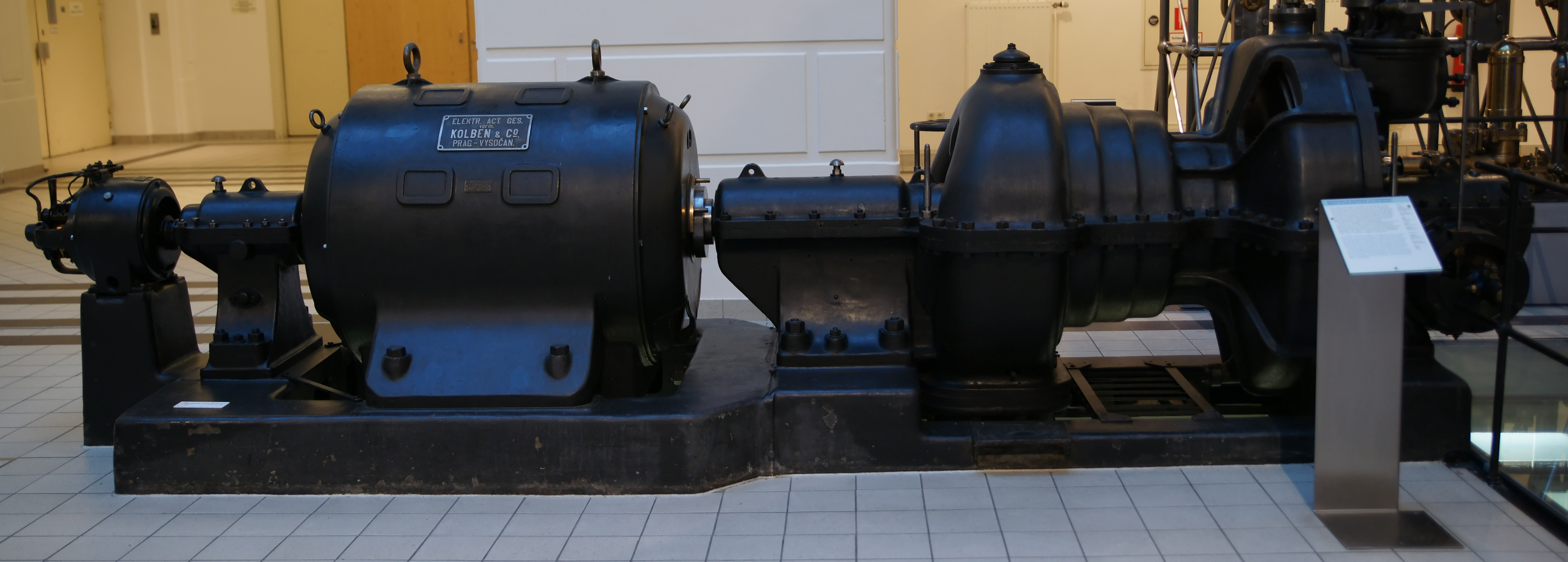
Instal·lació industrial del 1910 que combina una turbina de vapor (dreta) i un generador elèctric (esquerra) i que era capaç de produir 250 kW.

Les centrals elèctriques basades en la producció de vapor a alta temperatura (centrals tèrmiques, nuclears, geotèrmiques, algunes solars tèrmiques, etc.) utilitzen turbines de vapor connectades a generadors elèctrics per produir vora el 80% de l'electricitat del planeta.
Les turbines per producció elèctrica solen estar acoblades directament al seu generador. Com que els generadors han de rotar a velocitats síncrones respecte a la freqüència del sistema elèctric les velocitats de rotació més habituals són de 3.000 rpm per a sistemes de 50 Hz i 3.600 rpm per sistemes de 60 Hz. Com que els reactors nuclears operen a temperatures més baixes i amb menys pressió de gas que les centrals tèrmiques solen operar a la meitat de velocitat de rotació, però amb generadors de 4 pols.

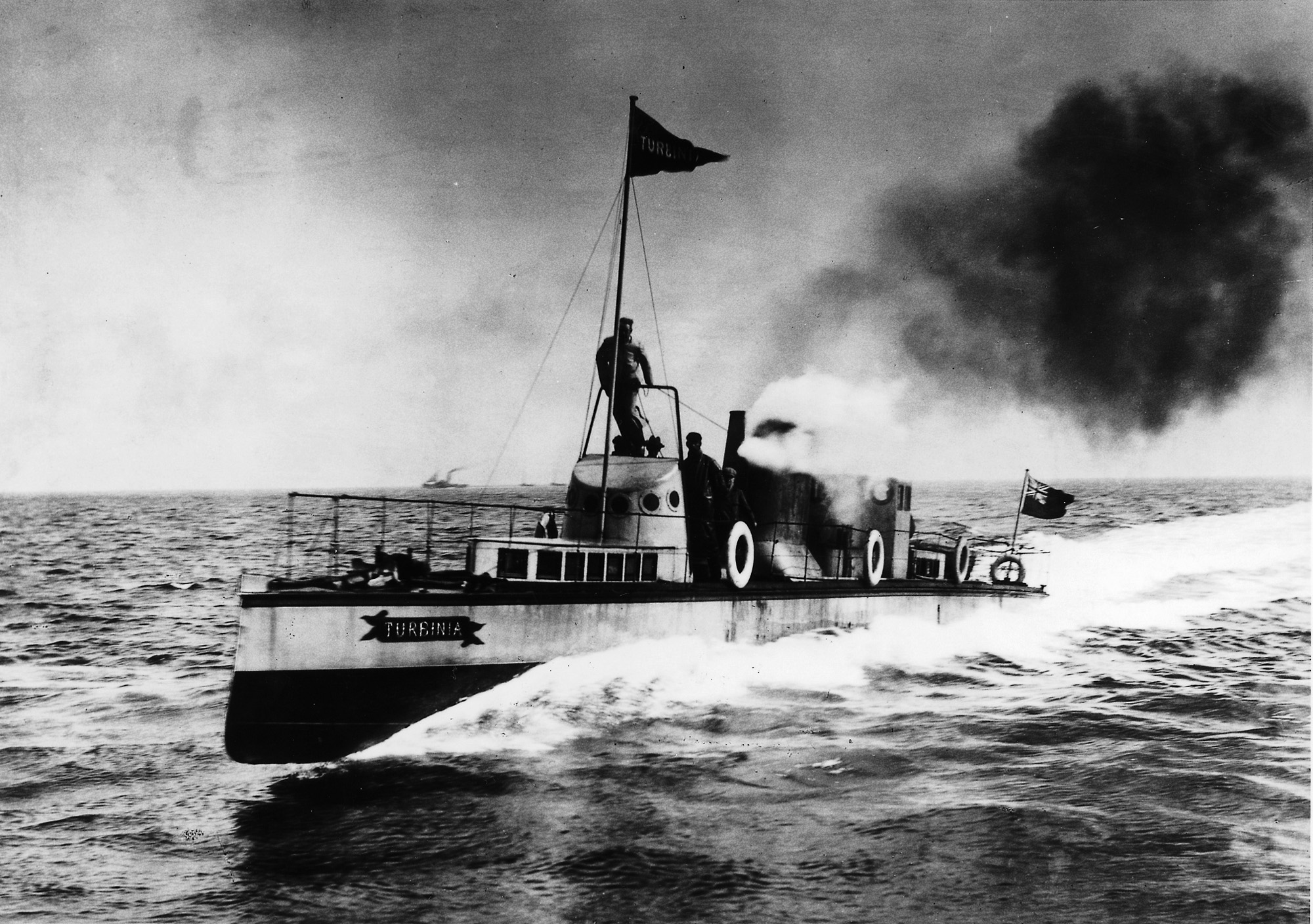
El Turbinia, de l'any 1894, va ser el primer vaixell propulsat mitjançant turbina de vapor

### Propulsió marina
En els vaixells la propulsió basada en turbines de vapor té múltiples avantatges respecte als motors d'explosió: mida i pes menor per la mateixa potència, menys manteniment i menys vibracions. Tot i això una turbina de vapor tan sols és eficient a altes velocitats de rotació (de l'ordre de milers de revolucions per minut), mentre que la majoria d'hèlixs estan dissenyades per operar a menys de 100 rpm. Per això són necessàries transmissions precises i complexes (i amb un cost elevat).
Una alternativa és l'ús de propulsió turbo-elèctrica, en la qual les turbines generen energia elèctrica com en una central energètica i aquesta és utilitzada per alimentar motors elèctrics que mouen les hèlixs. Tot i que el cost de fabricació és més gran aquest és rendible, ja que els costos de consum energètic i de manteniment són menors al d'un motor de combustió de potència equivalent. Cal dir però que els motors dièsel són capaços d'una major eficiència: les turbines a vapor encara no arriben a una eficiència d'un 50%, mentre que els motors dièsel superen sovint aquest nivell (sobretot en sistemes de propulsió marina).